# Jeżowizna
Jeżowizna – nieoficjalna nazwa przysiółka wsi Ścichawa w gminie Kluki (powiat bełchatowski).
W latach 1975−1998 miejscowość położona była w województwie piotrkowskim.
Miejscowość otoczona lasami, położona nad rzeką Ścichawką.